# Philip Barton Key II
Philip Barton Key II (5 de abril de 1818 – 27 de febrero de 1859) fue un abogado estadounidense que sirvió como Fiscal del Estado para el Distrito de Columbia. Es más conocido por su romance público con Teresa Bagioli Sickles, y su eventual asesinato a manos de su marido, el congresista por Nueva York Daniel Sickles. Este abogó en su defensa locura temporal, la primera vez que tal recurso fue utilizado en los Estados Unidos.

## Biografía

Escudo de armas de Philip Barton Key II.

Nacido en Georgetown, D.C., Key era hijo  de Francis Scott Key y sobrino nieto de Philip Barton Key. Era también sobrino del presidente del Tribunal Supremo Roger B. Taney. Se casó con Ellen Swan, hija de un abogado de Baltimore, el 18 de noviembre de 1845. Considerado el hombre más guapo de Washington, en 1859 era un galante y apuesto viudo con cuatro hijos, conocido por sus flirteos con numerosas mujeres.

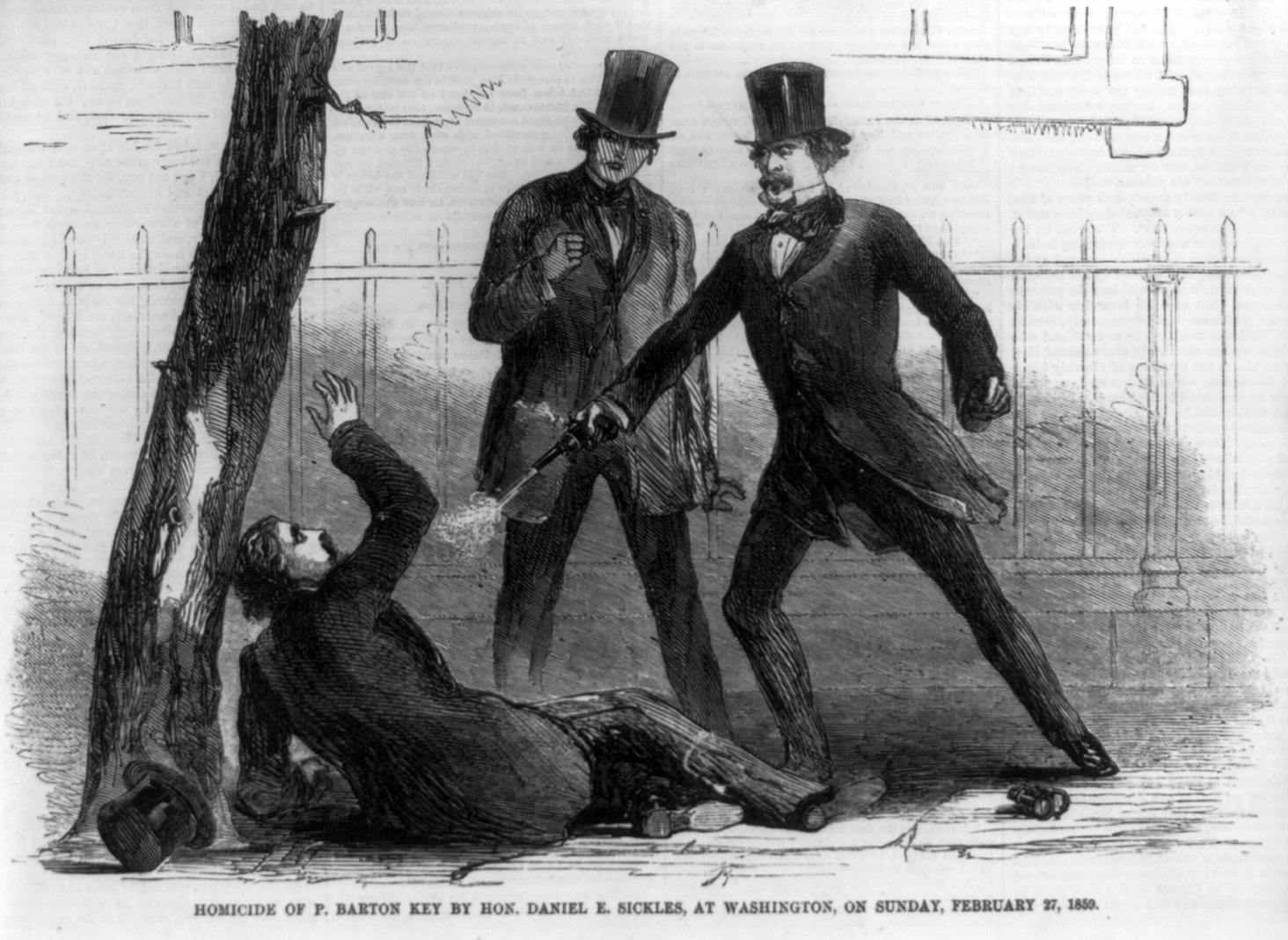
Ilustración del Harper's Weekly con el momento en que Daniel Sickles dispara a Key el último y fatal tiro en el pecho.

Key fue nombrado para el puesto anterior de su padre, Fiscal de Estados Unidos para el Distrito de Columbia, por el presidente Franklin Pierce en septiembre de 1853, durante un receso del Senado; el Senado más tarde confirmó su nombramiento en marzo de 1854. Cuatro años más tarde, fue nominado, y confirmado otra vez, para otro plazo de cuatro años.

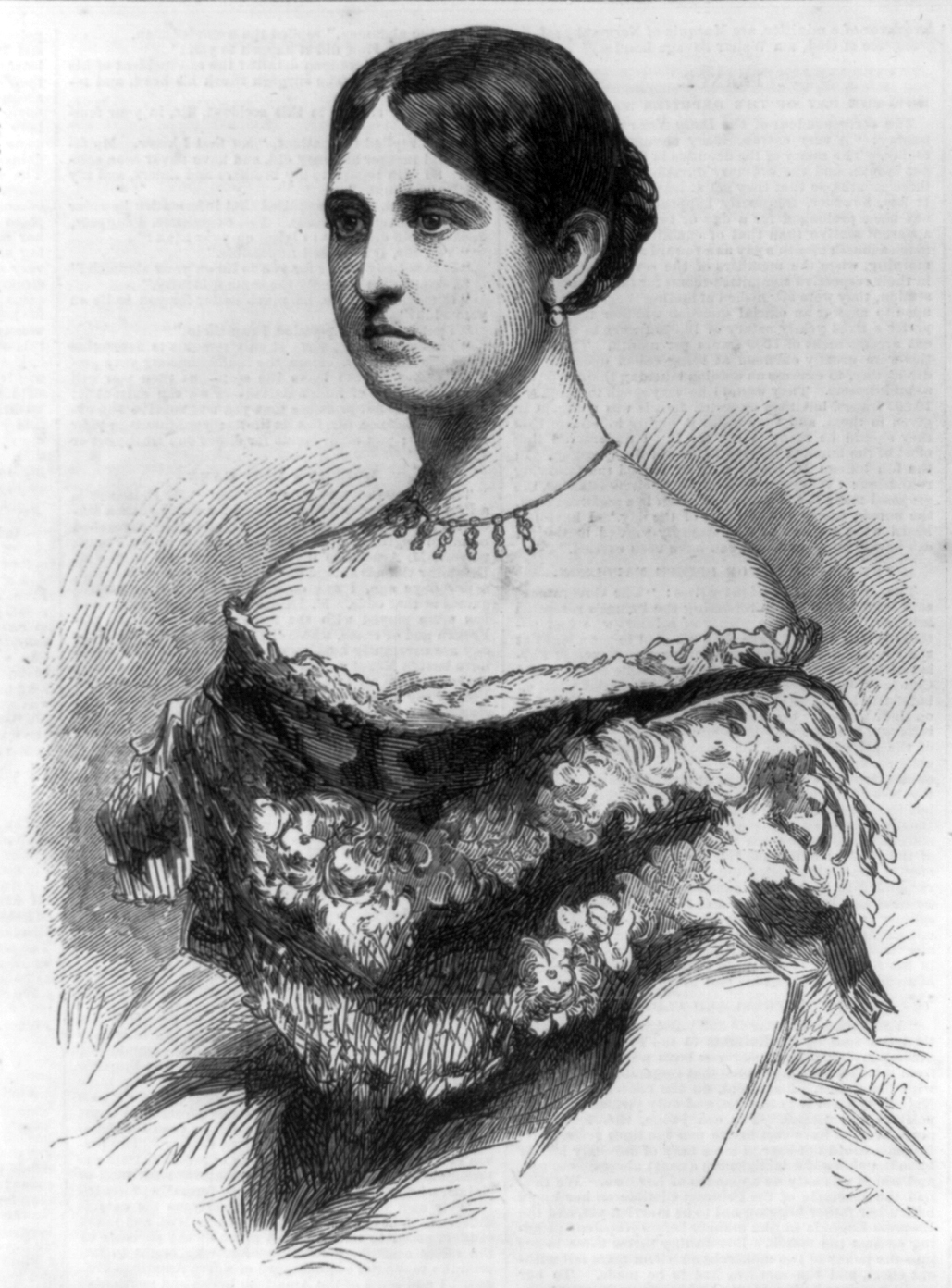
Ilustración en Harper's Weekly de la señora Sickles a partir de una fotografía de Mathew Brady.

En algún momento en la primavera de 1858, Teresa Sickles comenzó una aventura con Key. Dan Sickles, aunque él mismo un adúltero constante, había acusado a su mucho más joven esposa de adulterio varias veces durante su matrimonio de cinco años, aunque ella lo negó repetidamente a su satisfacción. Pero entonces Sickles recibió una carta maliciosa anónima informándole del asunto de su mujer con Key. Afrontó a su esposa, que confesó la aventura. Sickles entonces hizo que su mujer escribiera una confesión bastante explícita.
Sickles vio a Key sentado en un banco frente a su casa el 27 de febrero de 1859, haciendo una señal con el pañuelo hacia la ventana de Teresa. Sickles salió corriendo a Lafayette Square, gritando "Key, sinvergüenza, has deshonrado mi hogar; tienes que morir", y sacando una pistola disparó repetidamente sobre un Key desarmado.

## Muerte
Key fue llevado a la cercana casa de Benjamin Ogle Tayloe, donde murió poco después.
Sickles fue absuelto debido a locura temporal, un crimen pasional, en uno de los juicios más controvertidos del siglo XIX. Fue la primera vez que se alegó en defensa demencia temporal en los Estados Unidos. Uno de los abogados de Sickles, Edwin Stanton, más tarde se convirtió en el Secretario de Guerra. Los periódicos se pusieron de su lado y declararon a Sickles un héroe por "salvar" a las mujeres de Key. Años más tarde, mientras asistía al teatro en Nueva York, Sickles se dio cuenta de la presencia del hijo de Key, James Key, entre el público; ambos hombres se observaron durante toda la representación, pero no pasó nada.
Key está enterrado en el cementerio de Oak Hill, con una dedicatoria en la parcela familiar de su yerno en Westminster Hall and Burying Ground en Baltimore.